# Carlos Shiralipour
Carlos Gaewkheo Shiralipour (ændret navn til Louis Christensen) (født 6. maj 1992 i Viborg) er en dansk forhenværende fodboldspiller, tidligere læge og dømt voldtægtsforbryder.
Han spillede hele sin fodboldkarriere i Viborg og blev efterfølgende uddannet læge. Lægeautorisationen blev frataget i 2022 som følge af domme for blandt andet voldtægt og misbrug af offentlig stilling.

## Fodbold
Efter flere udtagelser til divisionsholdet hos Viborg FF uden at komme på banen fik han debut 15. november 2009, da han i 77. minut afløste Kevin Mensah i 3-0-sejren over Hvidovre IF på udebane.
Carlos blev 27. oktober 2009 udtaget til en ungdomslandskamp for første gang, da landstræneren for U18-landsholdet udtog ham til 2 venskabskampe mod Frankrig.
I sæsonen 2011-12 spillede Shiralipour ingen kampe for Viborg FF, da han i en træningskamp før sæsonen var blevet korsbåndsskadet. I juni 2012 forlængede klubben kontrakten med spilleren, så den nu var gældende til 30. juni 2013.
Carlos havde to år i træk døjet med en slem knæskade, som gjorde, at han ikke kunne spille, og dette resulterede i, at Viborg ikke ville forlænge hans kontrakt, som udløb juli 2013. Derfor stod han uden både klub og kontrakt. Efterfølgende indstillede han sin professionelle karriere for at læse medicin.

## Læge og fængsel
Carlos Shiralipour begyndte at læse medicin på Aarhus Universitet, og det var også her, han i juni 2021 blev uddannet læge. Han læste blandt andet sammen med BMX-rytter Simone Tetsche Christensen. Under studietiden var han blandt andet med i lægestaben hos sin tidligere klub Viborg FF, ligesom han var frivillig samarit ved Sommer-OL 2016 i Rio de Janeiro.

### Retssag
Den 24. marts 2022 blev Carlos Shiralipour varetægtsfænglset og sigtet for at have begået seksuelle overgreb mod patienter på Regionshospitalet Viborg og Aarhus Universitetshospital, Skejby i starten af 2022. Kort tid derefter mistede han midlertidig sin autorisation som læge.
Den 3. oktober 2022 rejste Anklagemyndigheden ved Østjyllands Politi tiltale mod Shiralipour. Tiltalen lød på voldtægt, blufærdighedskrænkelse og stillingsmisbrug i forbindelse med tre overgreb. 25 dage senere blev han tiltalt for endnu et overgreb, hvor en kvinde var blevet befamlet på brysterne under en undersøgelse af en skadet albue.
Den 13. december 2022 begyndte retssagen ved Retten i Aarhus. Her skulle retten tage stilling til straffelovens §150: Misbrug af offentlig stilling, §216: Voldtægt, §225: Andet seksuelt forhold end samleje samt §232: Blufærdighedskrænkelse.
Ved sagens begyndelse anmodede Shiralipours forsvarer om frifindelse og navneforbud i sagen. Dommeren tog ikke anmodningen om navneforbud til følge - blandt andet fordi forbrydelserne, han var tiltalt for, var begået under udførelse af et offentligt hverv. Den 23. december 2022 blev han fundet skyldig i to tilfælde af voldtægter af anden karakter end samleje, fire tilfælde af blufærdighedskrænkelse og for at misbruge sin stilling som læge i fire tilfælde. Dommen lød på to års fængsel. Samtidig fik han permanent frataget sin autorisation som læge. Shiralipour ankede dommen til frifindelse, mens Anklagemyndigheden kontraankede for at få skærpet straffen til ham.
Den 6. juli 2023 stadfæstede Vestre Landsret i Viborg dommen på to års fængsel. Da Shiralipour allerede havde siddet fængslet i 15 måneder, blev han umiddelbart efter løsladt.

## Privat
Shiralipours er født og opvokset i Viborg. Moderen er fra Thailand og faren fra Iran. Efter folkeskolen begyndte han i august 2008 på Viborg Katedralskole.